# Bahnstrecke Zwickau–Falkenstein
| Ausschnitt der Streckenkarte Sachsen von 1902 |                         |                                       |                                       |
| Streckennummer: | 6650; sä. ZF            |                                       |                                       |
| Kursbuchstrecke (DB): | 539                     |                                       |                                       |
| Kursbuchstrecke: | 142a (1934) 172d (1946) |                                       |                                       |
| Streckenlänge: | 35,331 km               |                                       |                                       |
| Spurweite: | 1435 mm (Normalspur)    |                                       |                                       |
| Streckenklasse: | CM4                     |                                       |                                       |
| Maximale Neigung: | 17 ‰                    |                                       |                                       |
| Minimaler Radius: | 270 m                   |                                       |                                       |
| Streckengeschwindigkeit: | 80 km/h                 |                                       |                                       |
| |                         |                                       |                                       |
| \| \| \| von Dresden Hbf \| \| \| \| \| von Schwarzenberg (Erzgeb) \| \| \| \| −2,110 \| Zwickau (Sachs) Hbf (Keilbahnhof) \| 297 m \| \| \| 0,580 \| Zwickau (Sachs) RAW (Dienstbahnsteig) \| Zwickau (Sachs) RAW (Dienstbahnsteig) \| \| \| 1,200 \| nach Abzw Werdau Bogendreieck \| nach Abzw Werdau Bogendreieck \| \| \| 2,070 \| Zwickau (Sachs) Reichenbacher Straße \| 326 m \| \| \| 2,700 \| alte Streckenführung bis 1936 \| alte Streckenführung bis 1936 \| \| \| 3,603 \| Abzw Zwickau-Planitz \| 339 m \| \| \| \| nach Planitz \| \| \| \| 5,775 \| Stenn \| 382 m \| \| \| 9,250 \| Ebersbrunn \| 430 m \| \| \| \| (Scheitelpunkt) \| 458 m \| \| \| 11,800 \| Voigtsgrün \| 453 m \| \| \| \| Bundesautobahn 72 \| \| \| \| 15,020 \| Irfersgrün \| 442 m \| \| \| 18,306 \| Anst Wismut AG \| Anst Wismut AG \| \| \| \| Bundesstraße 94 \| \| \| \| \| von Göltzschtalbrücke \| \| \| \| 20,21 \| Brücke Lengenfeld (Göltzsch; 74 m) \| Brücke Lengenfeld (Göltzsch; 74 m) \| \| \| 20,629 \| Lengenfeld (Vogtl) \| 386 m \| \| \| \| Bundesstraße 169n \| \| \| \| 26,215 \| Rodewisch \| 472 m \| \| \| 28,338 \| Auerbach (Vogtl) unt Bf \| Auerbach (Vogtl) unt Bf \| \| \| 31,122 \| Ellefeld \| 544 m \| \| \| \| von Herlasgrün \| \| \| \| 33,221 \| Falkenstein (Vogtl) \| 551 m \| \| \| \| nach Oelsnitz (Vogtl) \| \| \| \| \| nach Muldenberg \| \| |                         |                                       |                                       |
| Strecke |                         | von Dresden Hbf                       | von Dresden Hbf                       |
| Abzweig geradeaus und von links |                         | von Schwarzenberg (Erzgeb)            | von Schwarzenberg (Erzgeb)            |
| Bahnhof | −2,110                  | Zwickau (Sachs) Hbf (Keilbahnhof)     | 297 m                                 |
| ehemaliger Haltepunkt / Haltestelle | 0,580                   | Zwickau (Sachs) RAW (Dienstbahnsteig) | Zwickau (Sachs) RAW (Dienstbahnsteig) |
| Abzweig geradeaus und nach rechts | 1,200                   | nach Abzw Werdau Bogendreieck         | nach Abzw Werdau Bogendreieck         |
| ehemaliger Haltepunkt / Haltestelle | 2,070                   | Zwickau (Sachs) Reichenbacher Straße  | 326 m                                 |
| Abzweig geradeaus und ehemals von links | 2,700                   | alte Streckenführung bis 1936         | alte Streckenführung bis 1936         |
| ehemalige Blockstelle | 3,603                   | Abzw Zwickau-Planitz                  | 339 m                                 |
| Abzweig geradeaus und ehemals nach links |                         | nach Planitz                          | nach Planitz                          |
| Haltepunkt / Haltestelle | 5,775                   | Stenn                                 | 382 m                                 |
| Haltepunkt / Haltestelle | 9,250                   | Ebersbrunn                            | 430 m                                 |
| Kulminations-/Scheitelpunkt |                         | (Scheitelpunkt)                       | 458 m                                 |
| Bahnhof | 11,800                  | Voigtsgrün                            | 453 m                                 |
| Strecke mit Straßenbrücke |                         | Bundesautobahn 72                     | Bundesautobahn 72                     |
| Haltepunkt / Haltestelle | 15,020                  | Irfersgrün                            | 442 m                                 |
| Abzweig geradeaus und ehemals nach links | 18,306                  | Anst Wismut AG                        | Anst Wismut AG                        |
| Brücke |                         | Bundesstraße 94                       | Bundesstraße 94                       |
| Abzweig geradeaus und ehemals von rechts |                         | von Göltzschtalbrücke                 | von Göltzschtalbrücke                 |
| Brücke | 20,21                   | Brücke Lengenfeld (Göltzsch; 74 m)    | Brücke Lengenfeld (Göltzsch; 74 m)    |
| Bahnhof | 20,629                  | Lengenfeld (Vogtl)                    | 386 m                                 |
| Brücke |                         | Bundesstraße 169n                     | Bundesstraße 169n                     |
| Haltepunkt / Haltestelle | 26,215                  | Rodewisch                             | 472 m                                 |
| Haltepunkt / Haltestelle | 28,338                  | Auerbach (Vogtl) unt Bf               | Auerbach (Vogtl) unt Bf               |
| Haltepunkt / Haltestelle | 31,122                  | Ellefeld                              | 544 m                                 |
| Abzweig geradeaus und von rechts |                         | von Herlasgrün                        | von Herlasgrün                        |
| Bahnhof | 33,221                  | Falkenstein (Vogtl)                   | 551 m                                 |
| Abzweig geradeaus und ehemals nach rechts |                         | nach Oelsnitz (Vogtl)                 | nach Oelsnitz (Vogtl)                 |
| Strecke |                         | nach Muldenberg                       | nach Muldenberg                       |

Die Bahnstrecke Zwickau–Falkenstein ist eine Nebenbahn in Sachsen, die ursprünglich durch die Zwickau-Lengenfeld-Falkensteiner Eisenbahn-Gesellschaft erbaut und betrieben wurde. Sie beginnt in Zwickau und führt über Lengenfeld und Auerbach/Vogtl. nach Falkenstein/Vogtl.

## Geschichte
Falkenstein besaß schon seit 1865 einen Bahnhof an der Vogtländischen Staatseisenbahn (Herlasgrün–Oelsnitz). Eine neue, direktere Verbindung sollte nun vorrangig dem billigeren Transport der Zwickauer Steinkohlen dienen.
Am 11. April 1872 wurde die Zwickau-Lengenfeld-Falkensteiner Eisenbahn-Gesellschaft (ZLF) gegründet, die am 8. Juli 1872 die Konzession zum Bau und Betrieb einer Eisenbahn von Zwickau nach Falkenstein erhielt. Die ZLF wollte sich von den Staatsbahnen abgrenzen und plante deshalb einen eigenen Bahnhof, den Lengenfelder Bahnhof.
Im Frühjahr 1873 begann der Bau der Strecke, die Bauausführung übernahm die Bauunternehmung Pleßner & Co. in Berlin. Außer einer großen Brücke über die Göltzsch bei Lengenfeld und einiger tiefer Einschnitte waren keine größeren Kunstbauten nötig. Verzögerungen ergaben sich nur durch die Streit über die Lage einzelner Stationen und den Konkurs der Bauunternehmung. Der Lengenfelder Bahnhof wurde etwa einen Kilometer südlich des Zwickauer Hauptbahnhofs, zwischen dem Gleisen der Bahnstrecke Zwickau–Schwarzenberg und dem Gelände des Bürgerschachts 2 errichtet. So hatte man unmittelbaren Zugriff auf die hier geförderte Steinkohle. Die Strecke verlief vom Bahnhof aus im Bogen nach Westsüdwest und folgte dann dem Galgengrundbach bis etwa kurz vor den heutigen Bahnübergang Kohlenstraße. Die ursprünglich geplante Streckenführung durch Planitz wurde aufgrund der ablehnenden Haltung der Planitzer Grundbesitzer nicht ausgeführt. Die technische Abnahme der Strecke erfolgte am 6. November 1875, dabei wurden keine Mängel festgestellt. Der planmäßige Verkehr wurde am 29. November 1875 aufgenommen, die eigentliche Eröffnungsfeier hatte bereits einige Tage vorher am 18. November 1875 stattgefunden.
Allerdings blieben die Einnahmen weit unter den prognostizierten Erlösen. Am 15. Juli 1876 wurde deswegen die Zwickau-Lengenfeld-Falkensteiner Eisenbahn-Gesellschaft an den sächsischen Staat verkauft und die Strecke gehörte fortan zum Netz der Königlich Sächsischen Staatseisenbahnen. Die Staatsbahnen erachteten die separate Linienführung durch den Galgengrund und die abseitige Lage des Lengenfelder Bahnhofes als ungünstig und planten unmittelbar nach Erwerb der Strecke die Linienführung um, als Interimslösung wurde die Linie Zwickau–Falkenstein mit der Schwarzenberger Linie verbunden, so dass die Züge auf deren Gleisen bis zum Hauptbahnhof fahren konnten. Die neue Streckenführung wurde bis Mitte 1877 verwirklicht. Dadurch verlängerte sich die Bahnstrecke um etwa 2 km. Der Lengenfelder Bahnhof wurde nun als Werkstättenbahnhof genutzt und bezeichnet. Diese Funktion behielt er bis zum Neubau des RAW Zwickau. Das alte Gleis durch den Galgengrund wurde zwischen Stenn im Südwesten und der Planitz-Zwickauer Flurgrenze zurückgebaut. Etwa 1,4 km insgesamt, davon 800 m westlich der Bürgerschachtstraße, blieben erhalten und wurden ab 1884 von der von Arnimschen Kohlenbahn genutzt. Die Kohlenbahn zweigte etwa bei km 1,9 der Interimsstreckenführung nach Süden ab, 465 m der alten Linie im Galgengrund wurden als dreigleisiges Sammelgleis ausgebaut und von der von Arnimschen Kohlenbahn und deren Anschließern genutzt. Im Zuge der Umgestaltung des Zwickauer Hauptbahnhofs wurde die Strecke vom – inzwischen alten – Werkstättenbahnhof auf das Gleis der Bürgerschachtbahn verlegt. Um 1925, nach der Einstellung des Steinkohlenabbaus in den von Arnimschen Steinkohlenwerken und beim Zwickauer Steinkohlenbauverein, ging das Transportaufkommen auf dieser Bahn stark zurück, und die von Arnimsche Kohlenbahn wurde organisatorisch der Bürgerschachtkohlenbahn unterstellt. Etwa zu dieser Zeit wurde das Sammelgleis demontiert, womit der letzte Rest der alten Streckenführung beseitigt wurde.
Den Zweiten Weltkrieg überstand die Strecke unbeschädigt, lediglich im Zwickauer Hauptbahnhof kam es durch Luftangriffe im April 1945 zu zahlreichen Schäden. Der Zugverkehr kam zum Erliegen, wieder aufgenommen wurde der Personenverkehr am 24. Mai 1945.
Am 22. Mai 1966 wurde die bisherige Hauptbahn zur Nebenbahn abgestuft.
In den 1980er Jahren fand eine Oberbauerneuerung statt, nach der die zulässige Achslast auf der Strecke auf 21 t heraufgesetzt werden konnte. Fortan konnten auch die sowjetischen Großdiesellokomotiven bis Falkenstein verkehren.
Mitte der 1990er Jahre wurde die Strecke als Teilstück der Verbindung Zwickau–Klingenthal durch den Freistaat Sachsen als Pilotprojekt für die Revitalisierung einer stilllegungsgefährdeten Nebenbahn ausgewählt. Nach einer umfassenden Gleiserneuerung in den Jahren 1996 und 1997 konnte die Streckengeschwindigkeit auf 80 km/h angehoben werden. Seit 1997 wird die Strecke von der privaten Vogtlandbahn im Personenverkehr bedient.

## Streckenbeschreibung

### Verlauf

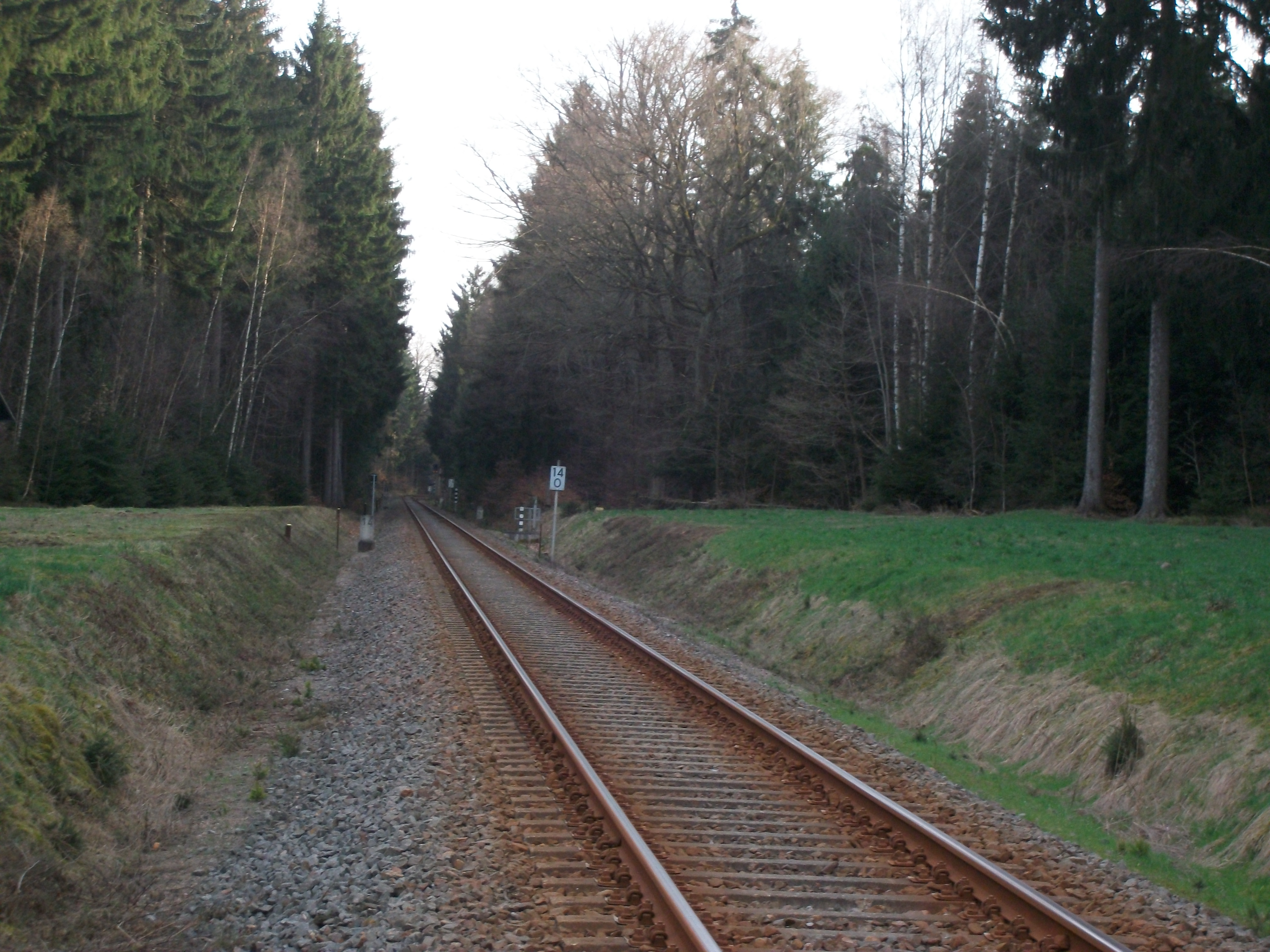
Bahnstrecke bei Irfersgrün

Die Strecke folgt zunächst der elektrifizierten Hauptbahn nach Werdau auf deren Nordseite und überquert diese am Ende des Rangierbahnhofes, wo sie sich nach Süden wendet. Nach Unterquerung der Bundesstraße 173 führt sie am Plattenbaugebiet Neuplanitz entlang und tritt langsam in das bewaldete und hügelige Vogtland ein. Sie folgt der als Autobahnzubringer ausgebauten Staatsstraße 293, die sie mehrmals quert und nähert sich der Bundesautobahn 72 an. Nach Unterquerung derselben im folgenden Waldgebiet schlägt die Strecke zunächst wieder ein Gefälle ein, bis sie vor Lengenfeld die Bundesstraße 94 und die Göltzsch überquert. Auf dem Abschnitt bis Rodewisch folgt die Strecke nun der Bundesstraße und dem Fluss an dessen westlichem Talhang. Ab Rodewisch nimmt die Siedlungsdichte des Göltzschtals deutlich zu und von Westen her beginnt sich die Strecke aus Herlasgrün anzunähern, die sich nach etwa sieben Kilometern Parallelverlauf am Endpunkt Falkenstein vereinigt.

### Betriebsstellen
Zwickau (Sachs) Hbf ⊙

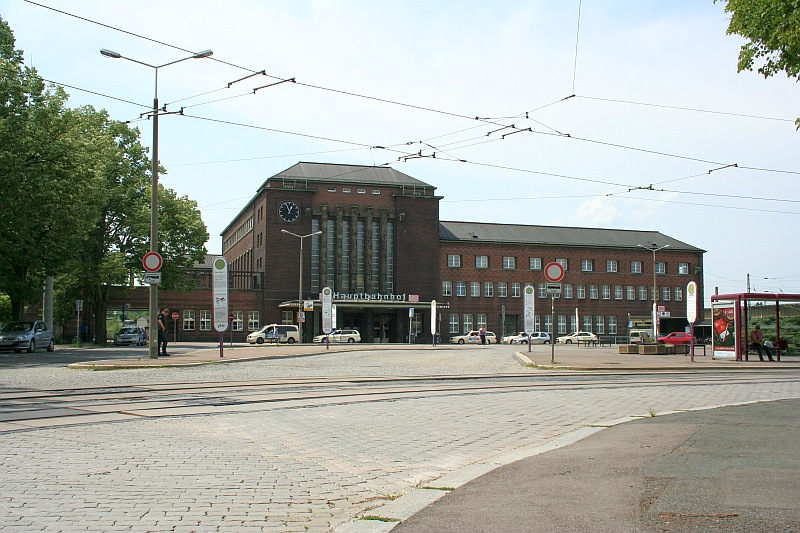
Das 1936 eröffnete Empfangsgebäude Zwickau Hbf.

Der erste Zwickauer Bahnhof wurde 1845 eröffnet, als die kurze Stichbahn vom Bogendreieck Werdau eröffnet wurde. Noch in den 1860er-Jahren wurde die Station zu einem bedeutenden Eisenbahnknoten, als die von Chemnitz und von Schwarzenberg dem Verkehr übergeben wurden.
Der von der ZLF errichtete Bahnhof befand sich circa 800 m südöstlich des heutigen Hauptbahnhofes. An Hochbauten ließ die ZLF ein Empfangsgebäude, ein Heizhaus und einen Güterschuppen errichten. Zugleich war der Bahnhof Sitz der Bahnverwaltung. Nach der Verstaatlichung baute die Staatsbahn zunächst ein Verbindungsgleis zum Staatsbahnhof, auf der alle Züge bis zum Staatsbahnhof durchgebunden wurden, der Privatbahnhof diente fortan nur noch als Haltestelle.
Im Sommer 1877 wurde eine Neubautrasse fertiggestellt, fortan mündete die Bahnstrecke in westlicher Richtung aus dem Zwickauer Bahnhof aus, erst später traf man wieder auf die alte Privatbahntrasse. Die circa 3 km lange alte Strecke, die durch den Galgengrund führte, wurde abgebaut, der Privatbahnhof fortan als Werkstättenbahnhof weitergenutzt. Die Ausmündung aus der Bahnstrecke Dresden–Werdau wurde 1936 im Zusammenhang mit dem Umbau des Hauptbahnhofs nochmals verändert, als von km 0,00 bis km 2,70 eine neue Trasse gebaut wurde. Bereits in den 1910er-Jahren war die Werkstatt nach Senkungen bedingt durch den Steinkohlenbergbau (Zwickauer Revier) nördlich des Hauptbahnhofs verlegt worden, der ehemalige Privatbahnhof wurde daraufhin komplett aufgegeben.
Raw „7. Oktober“ ⊙
Der Haltepunkt diente einzig den Arbeitern der Bahn und wurde nicht im Fahrplan aufgeführt. Nachdem seit 1997/98 keine Züge mehr am Haltepunkt hielten, wurden die Anlagen 2006 abgebaut.
Zwickau Reichenbacher Straße ⊙
Mit der Aufnahme des Personenverkehrs auf der Bahnstrecke Zwickau–Planitz wurde 1949 der Haltepunkt Zwickau Reichenbacher Straße eingerichtet. Der Haltepunkt bestand nur aus einem Bahnsteig, weitere Anlagen waren nicht vorhanden. Zuletzt hielten nur noch wenige Züge und mangels Bedarf wurde der Haltepunkt 1985 ganz aufgelassen.

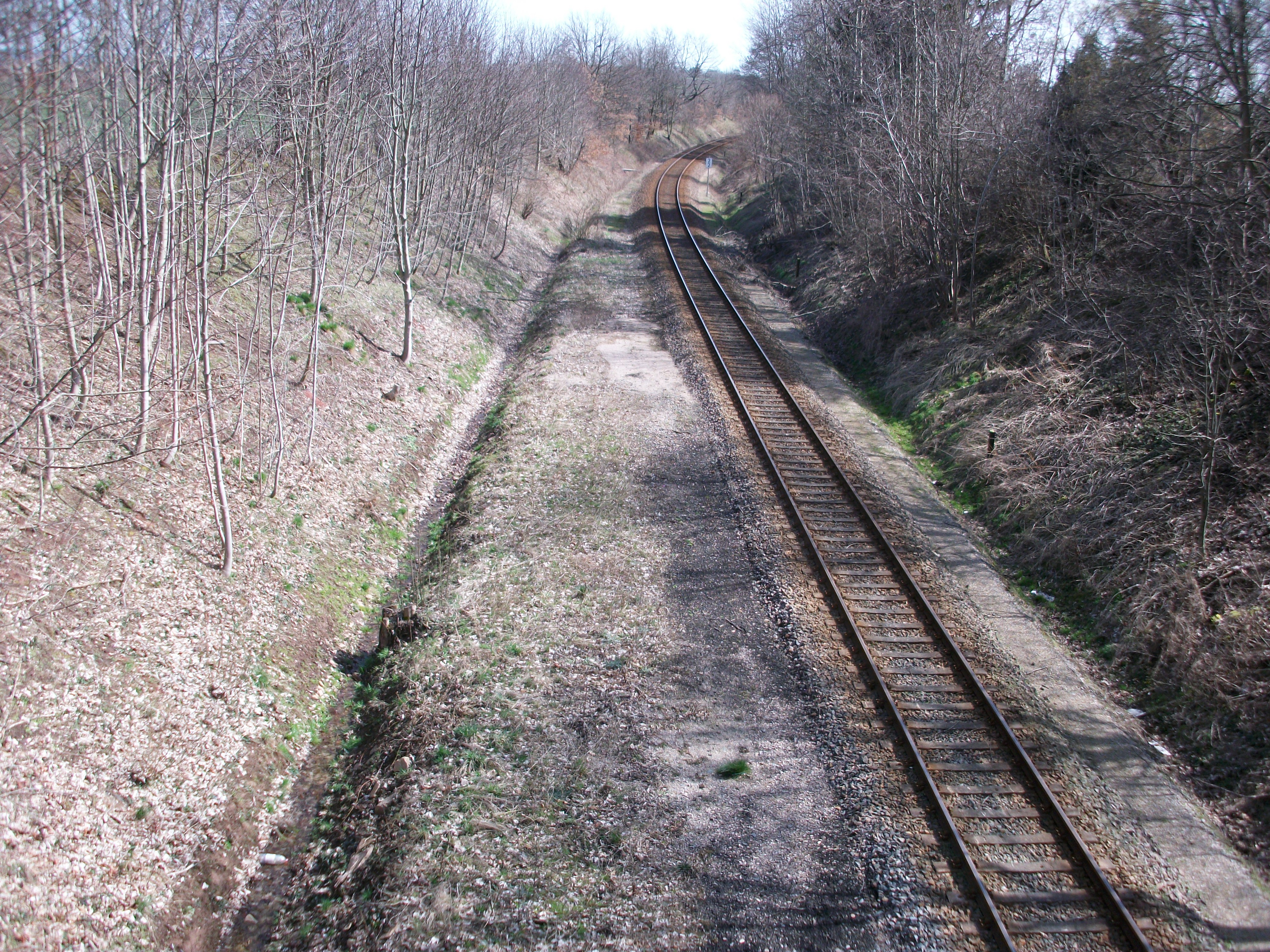
Ehem. Haltepunkt Zwickau-Reichenbacher Straße (2016)
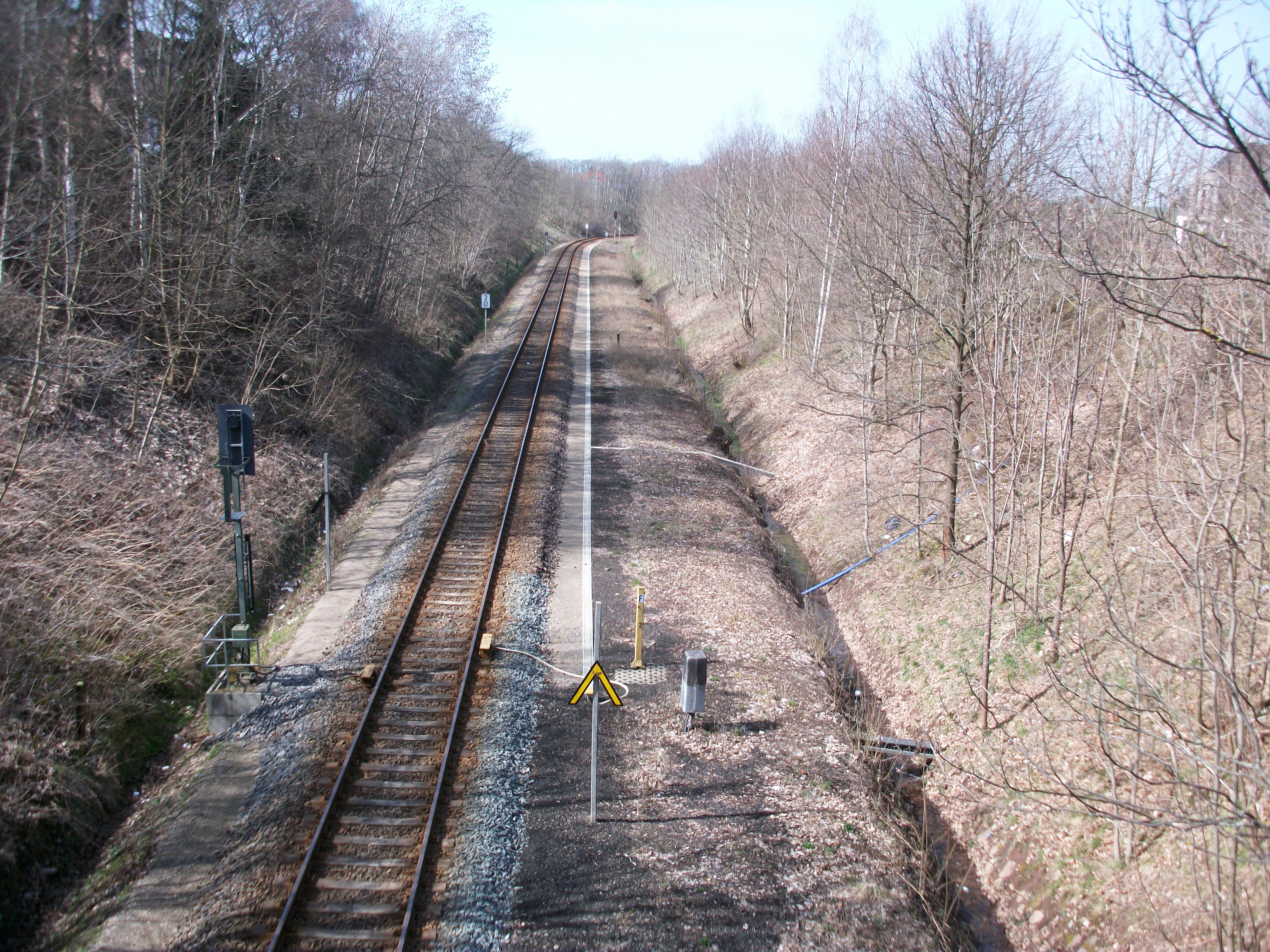
Bahnstrecke vor dem Haltepunkt Zwickau-Reichenbacher Straße (2016)

Abzw Zwickau-Planitz ⊙
Die 1907 zunächst nur für den Güterverkehr eröffnete Bahnstrecke Zwickau–Planitz hatte ihren Ausgangspunkt im Abzweig Zwickau-Planitz. Einziges Gebäude der Abzweigstelle war ein einfaches zweistöckiges aus rotem Ziegeln gemauertes Stellwerk. Neben dem Abzweig sicherte es auch einen nahegelegenen beschrankten Bahnübergang über die Straße „Zur Kohlenstraße“. Nach der Stilllegung der kurzen Stichbahn nach Planitz wurde 1969 auch der Abzweig aufgelassen.
Stenn ⊙

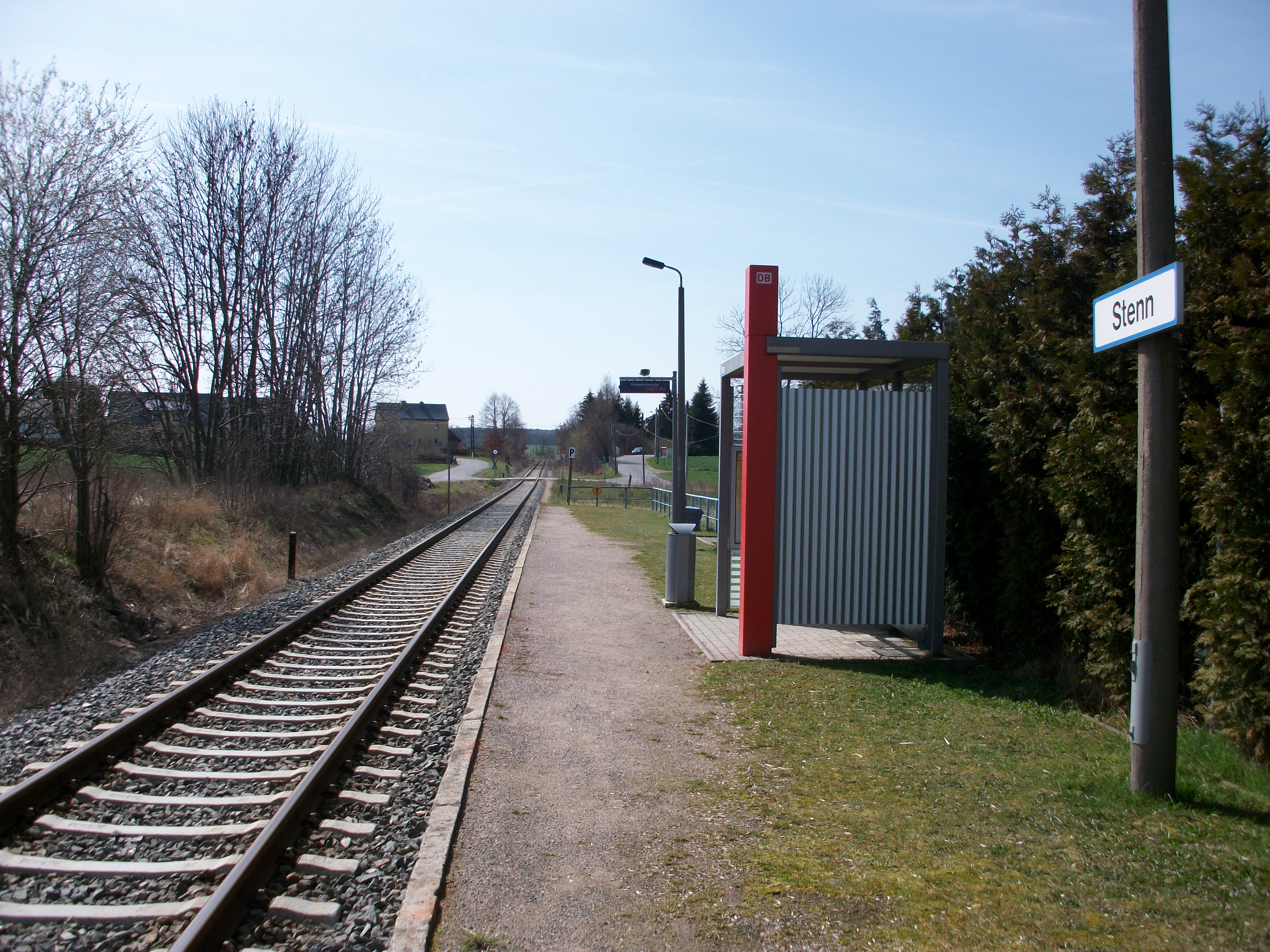
Haltepunkt Stenn (2016)

Der Bahnhof Stenn war anfangs mit drei Gleisen ausgestattet. Nach der Verstaatlichung wurde die Station noch in den 1870er-Jahren ausgebaut. Bis zur Jahrhundertwende wurde das zunächst einstöckige Empfangsgebäude vergrößert.
In den 1970er-Jahren wurden die Gleisanlagen auf das durchgehende Hauptgleis reduziert und der Bahnhof zum Haltepunkt degradiert.
Ebersbrunn ⊙
Der Haltepunkt Ebersbrunn wurde 1893 eröffnet, neben dem Bahnsteig wurde die hölzerne Wartehalle und ein Abtritt gebaut. In den 1990er-Jahren wurde die Wartehalle abgerissen, stattdessen wurde ein einfaches Glaswarteschutzhäuschen aufgestellt.

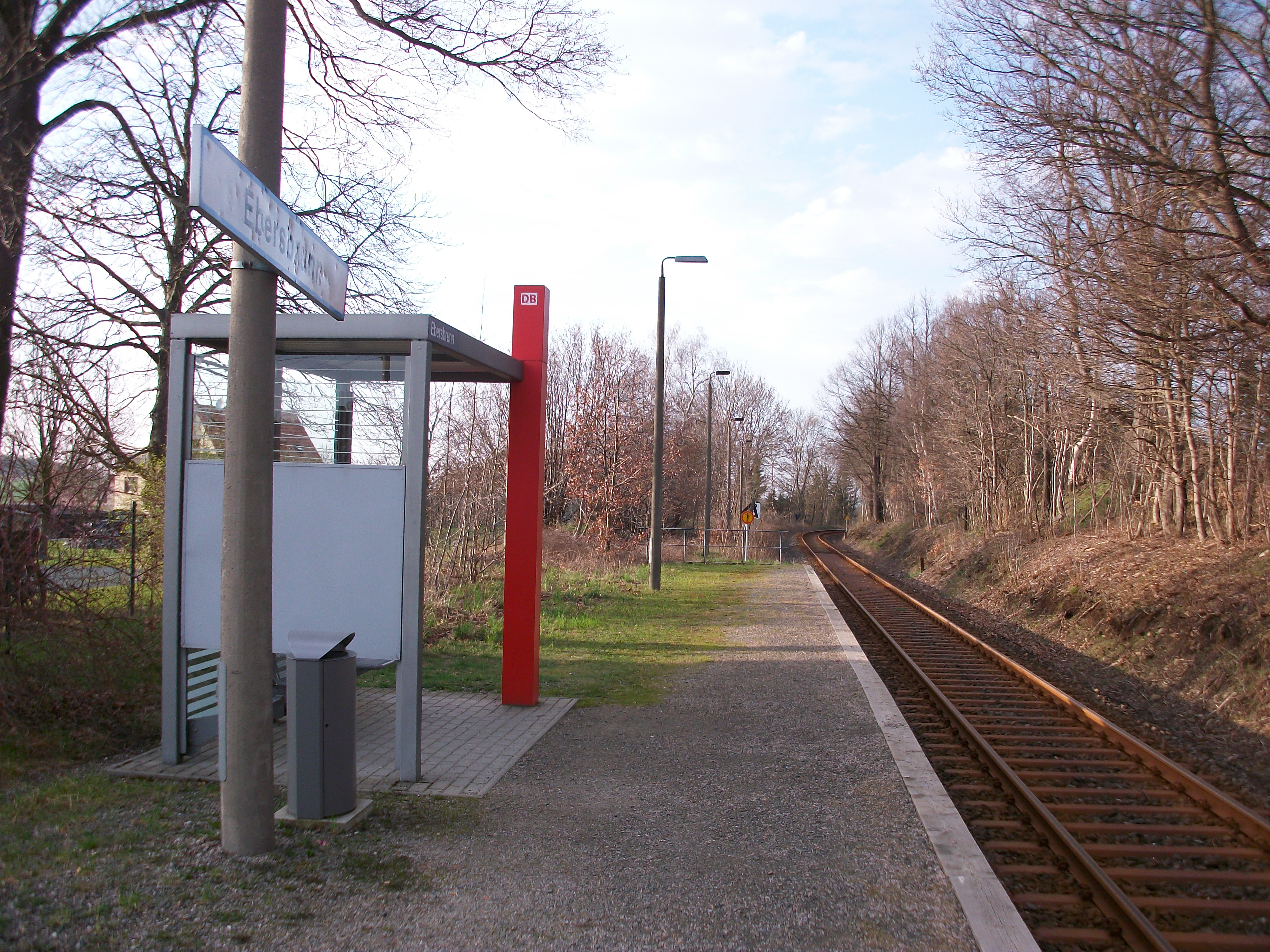
Haltepunkt Ebersbrunn (2016)
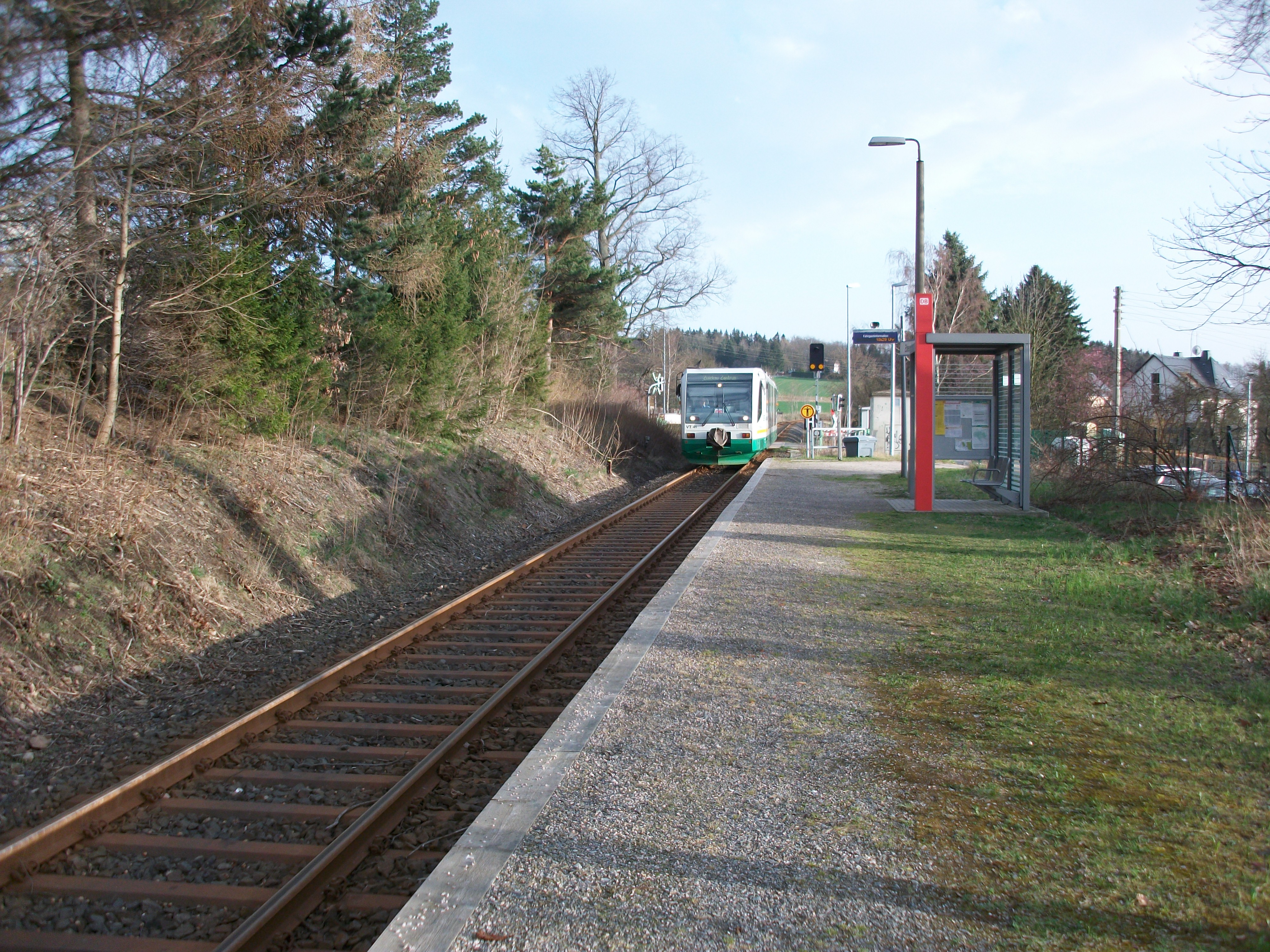
Haltepunkt Ebersbrunn mit Vogtlandbahn (2016)

Voigtsgrün ⊙
Ursprünglich war der Bahnhof Voigtsgrün ähnlich wie der Bahnhof Stenn ausgestattet. Auch hier wurde um 1900 das Empfangsgebäude vergrößert, zusätzlich wurden die Gleisanlagen erweitert.
In den 1910er-Jahren entstand für einen Brennstoffhändler ein Anschlussgleis. In den 1960er-Jahren wurde dies an die örtliche BHG übergeben. Diese ließ in den 1970er-Jahren ihren Anschluss auf die andere Streckenseite verlegen.
Bis in die 1990er-Jahre wurde der Bahnhof als Verladepunkt für einen nahegelegenen NVA-Standort genutzt, bis heute dient Voigtsgrün als Kreuzungsstation.

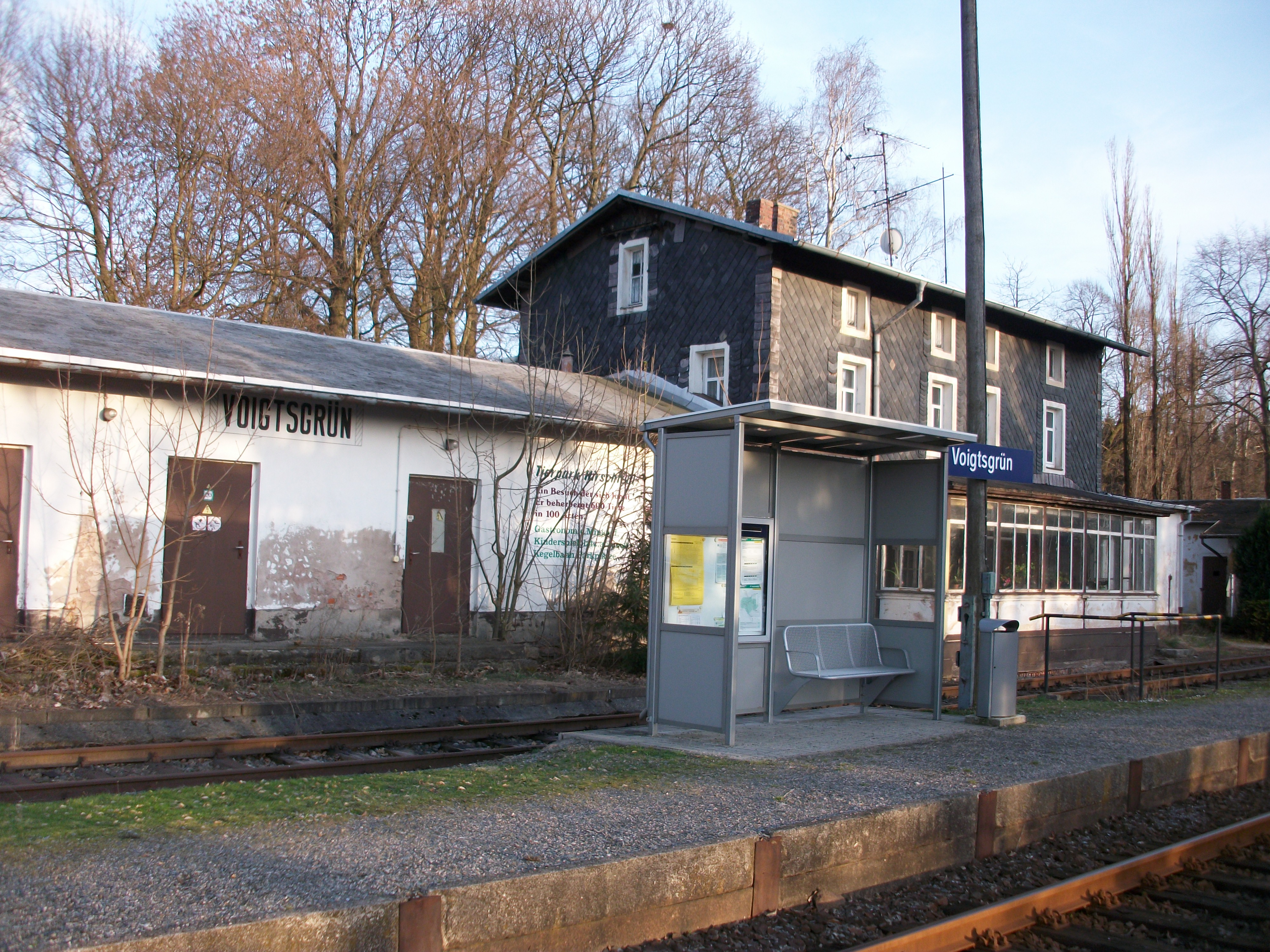
Empfangsgebäude des Bahnhofs Voigtsgrün (2016)
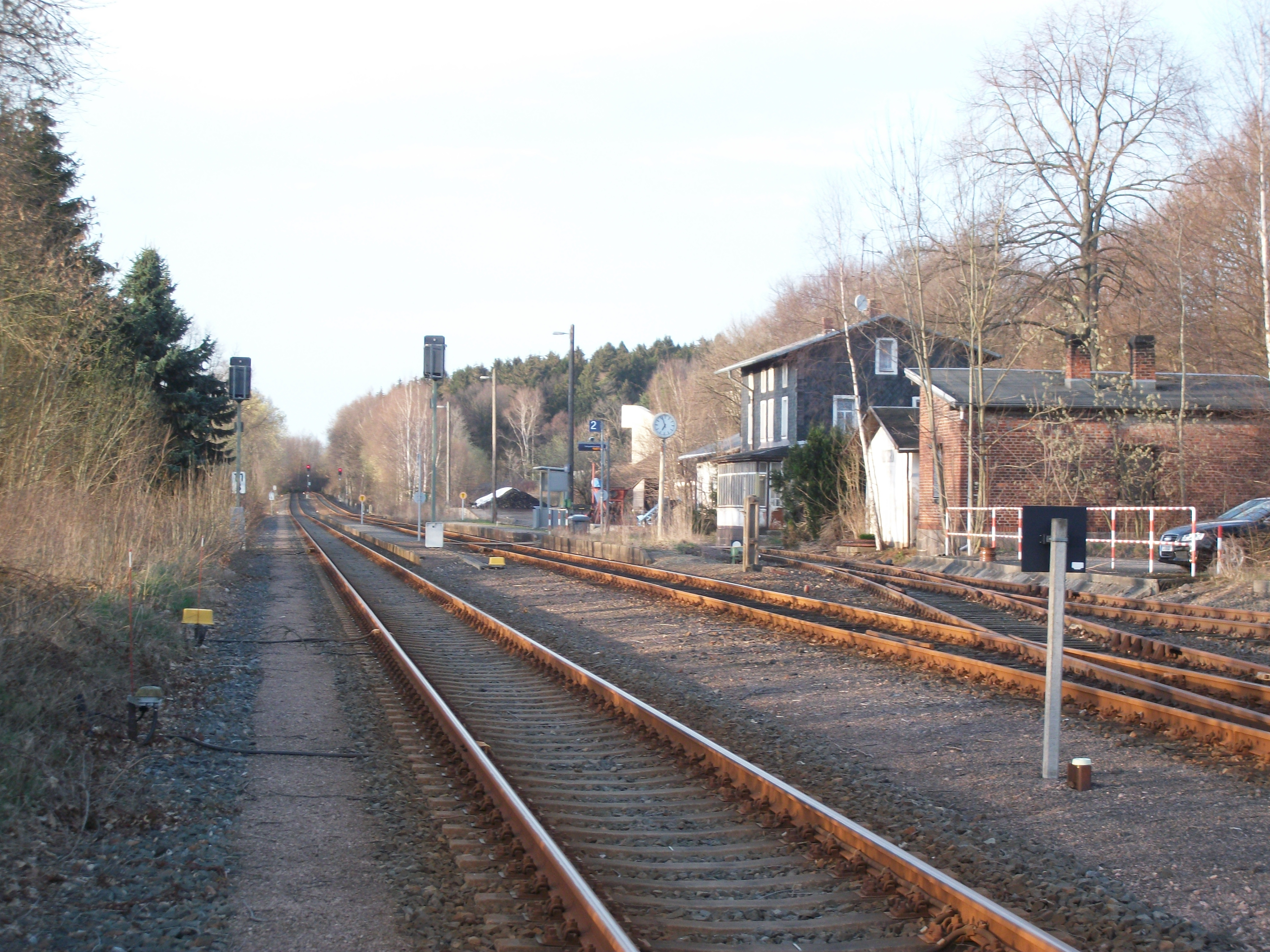
Bahnstrecke im Bahnhof Voigtsgrün (2016)
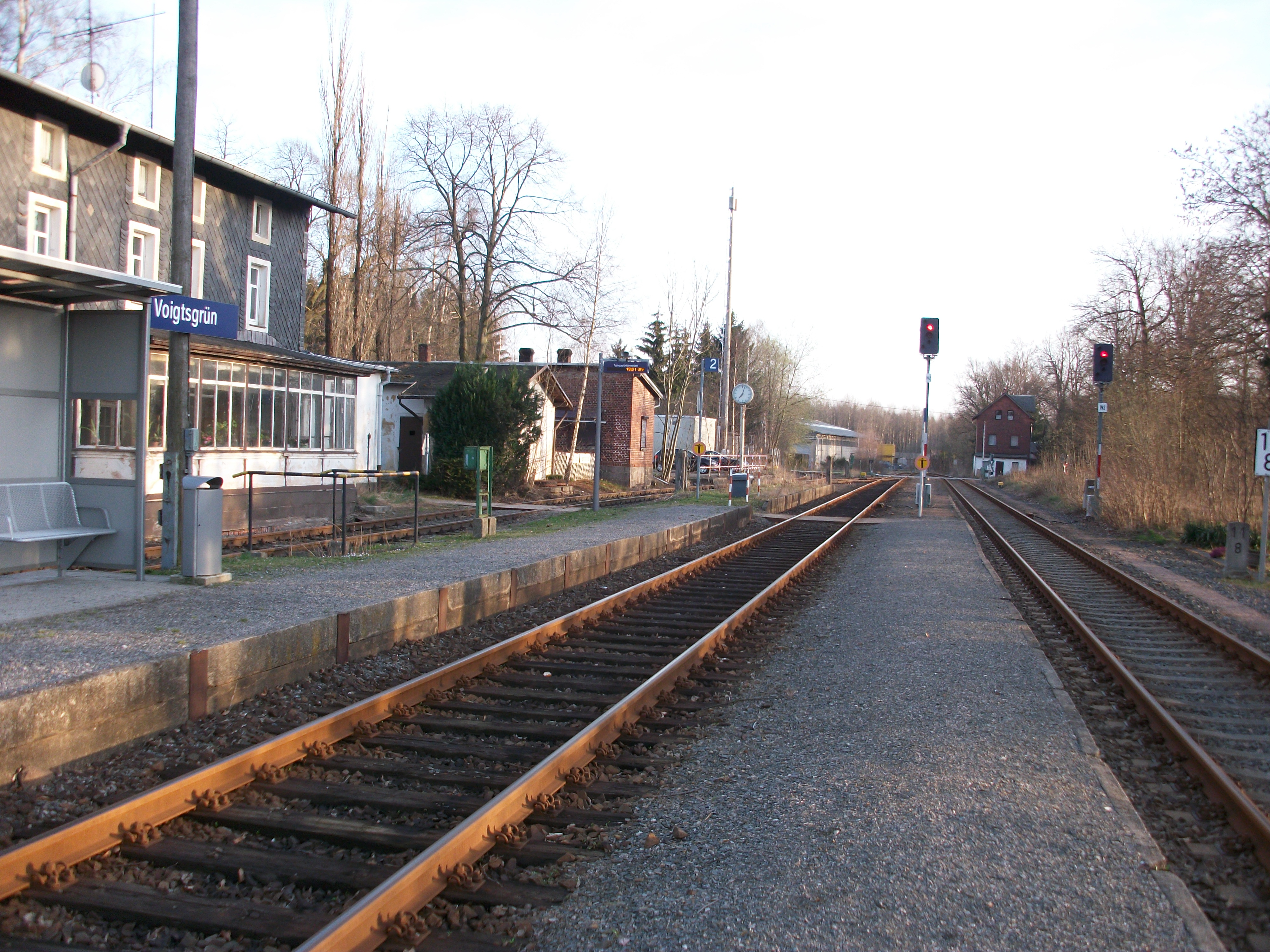
Bahnhof Voigtsgrün (2016)

Irfersgrün ⊙

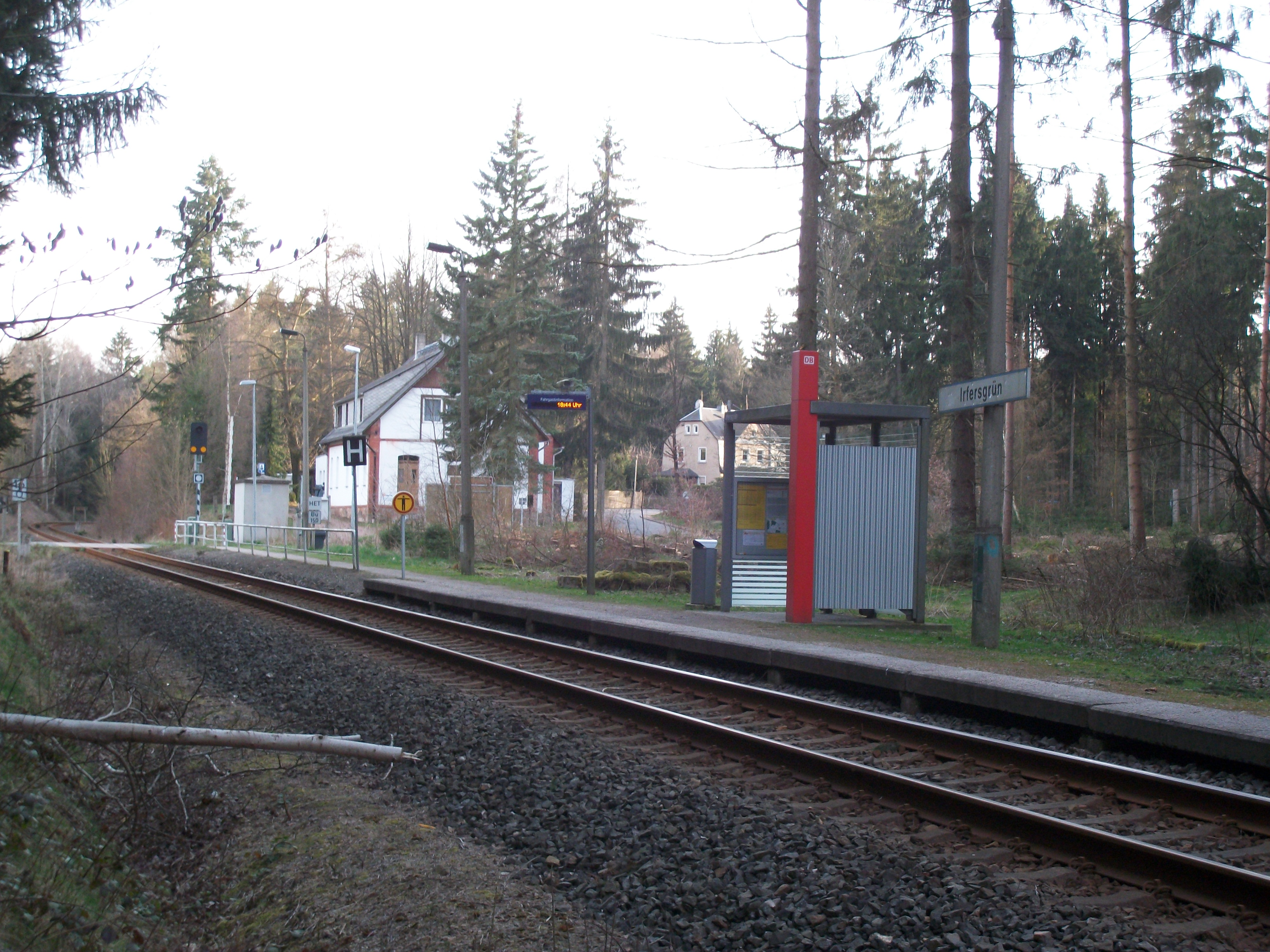
Haltepunkt Irfersgrün (2016)

Der Haltepunkt Irfersgrün wurde 1888 eingerichtet. Heute ist auch hier ein Glaswartehäschen vorhanden, allerdings wurde die hölzerne Wartehalle nicht abgerissen.
Anschluss Objekt 31 ⊙
Die SAG Wismut übernahm 1947 von der Wolframitgrube Pechtelsgrün deren Aufbereitungsanlage und nutzte sie als „Fabrik 75“. Der Baubeginn der Anschlussstelle begann im April 1949 und wurde im Juni 1950 in Betrieb genommen. Zunächst zweigte die Anschlussbahn bei km 18,48 von der Strecke ab, nach einer Vergrößerung wurde der Abzweig zu km 18,31 verlegt. Bereits um 1960 wurde die Aufbereitungsanlage wieder eingestellt, genutzt wurde die Anschlussbahn aber bis in die 1990er-Jahre.
Lengenfeld (Vogtl) ⊙
Der Bahnhof Lengenfeld (Vogtl) war nach der Betriebseröffnung neben Auerbach die größte Zwischenstation der Bahnstrecke. Neben dem Empfangsgebäude (ein Typenbau), dem Güterschuppen, einem Wirtschaftsgebäude wurde auch eine Wasserstation errichtet.

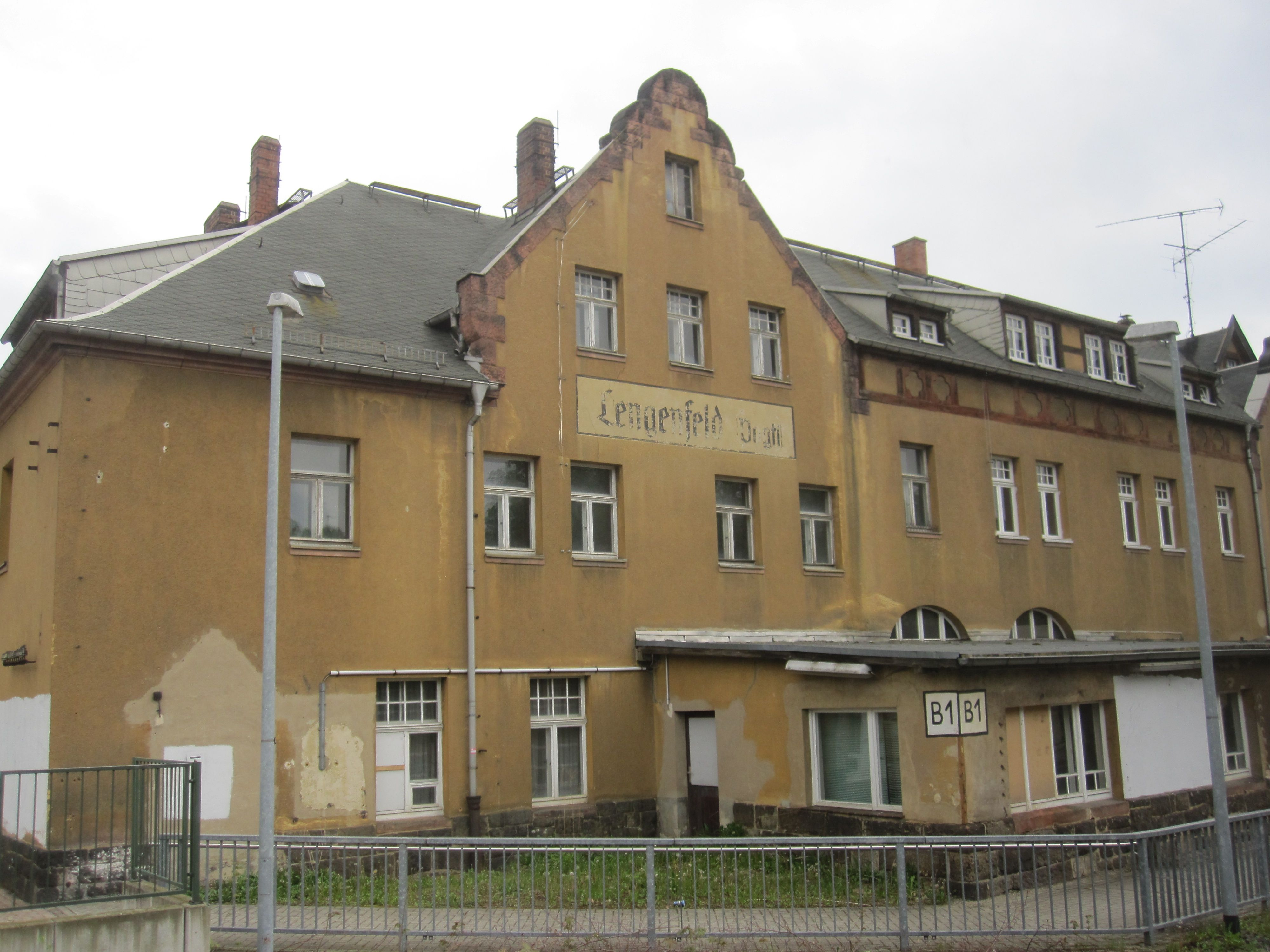
Der Bahnhof in Lengenfeld

Ab 1904 wurde die Station im Zusammenhang mit dem Bau der 1905 eröffneten Bahnstrecke Lengenfeld–Göltzschtalbrücke komplett umgebaut. Dabei entstand auch ein komplett neues Empfangsgebäude. Im Laufe der-Jahre kamen einige Anschlussbahnen hinzu, zudem erhielt Lengenfeld in den 1930er-Jahren eine eigene Kö.
Erst nach der Stilllegung der Reststrecke nach Wolfspfütz Anfang der 1970er-Jahre sank die Bedeutung des Bahnhofs wieder. Heute liegen im Bahnhof nur noch drei Gleise, alle anderen wurden bei der Streckensanierung Ende der 1990er-Jahre abgebaut.
Rodewisch ⊙
Anfangs nur Güterstation, wurde Rodewisch 1881 zur Haltestelle und 1898 zum Bahnhof erhoben. Damit verbunden war auch eine mehrfache Erweiterung der zunächst einfach gehaltenen Anlagen.
Seit 1968 ist die Station wieder ein Haltepunkt, zuvor war der Güterverkehr zum Wagenladungsknoten Auerbach verlegt worden.

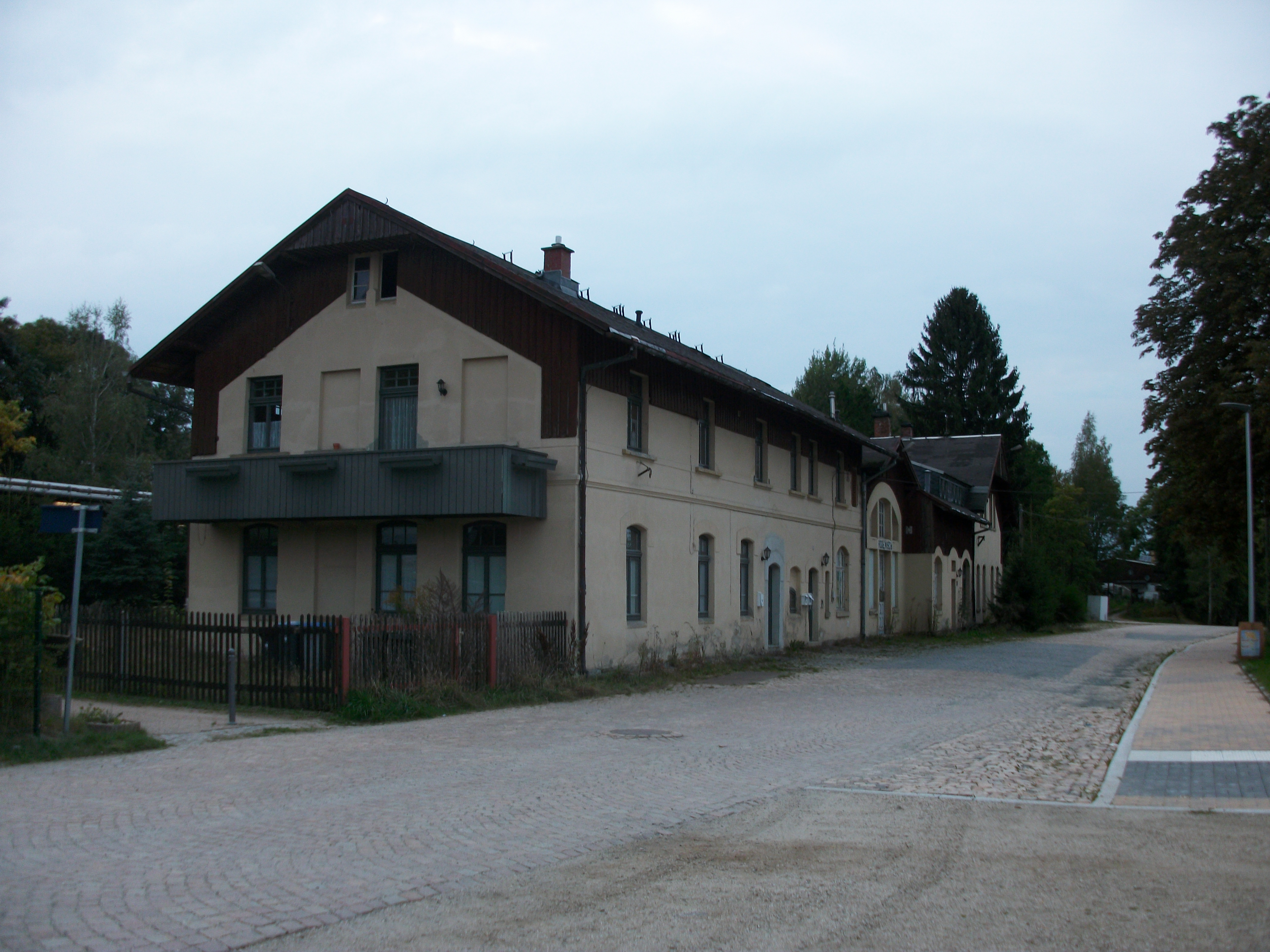
Bahnhof Rodewisch, Empfangsgebäude (2016)
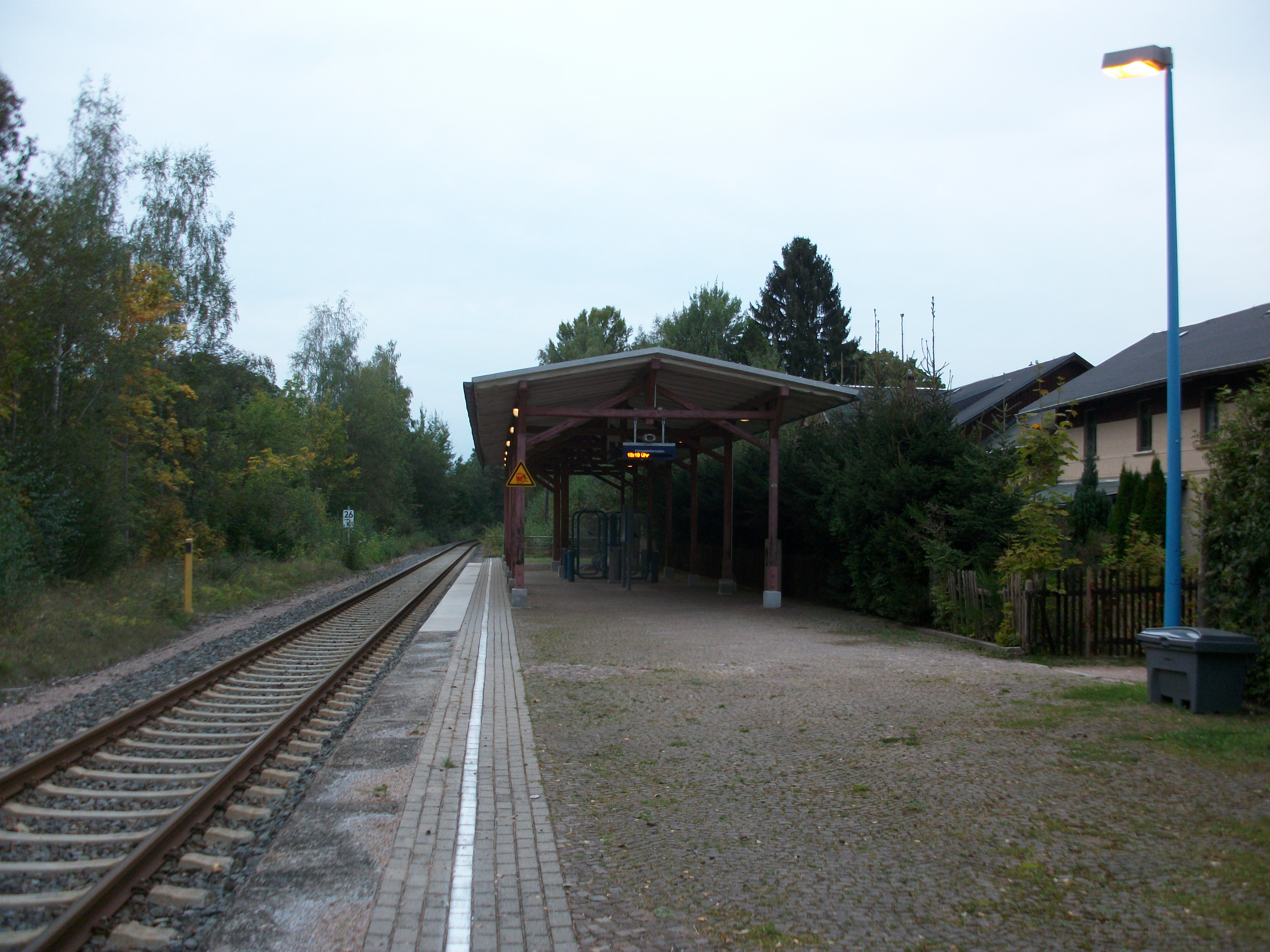
Bahnhof Rodewisch, Bahnsteig (2016)
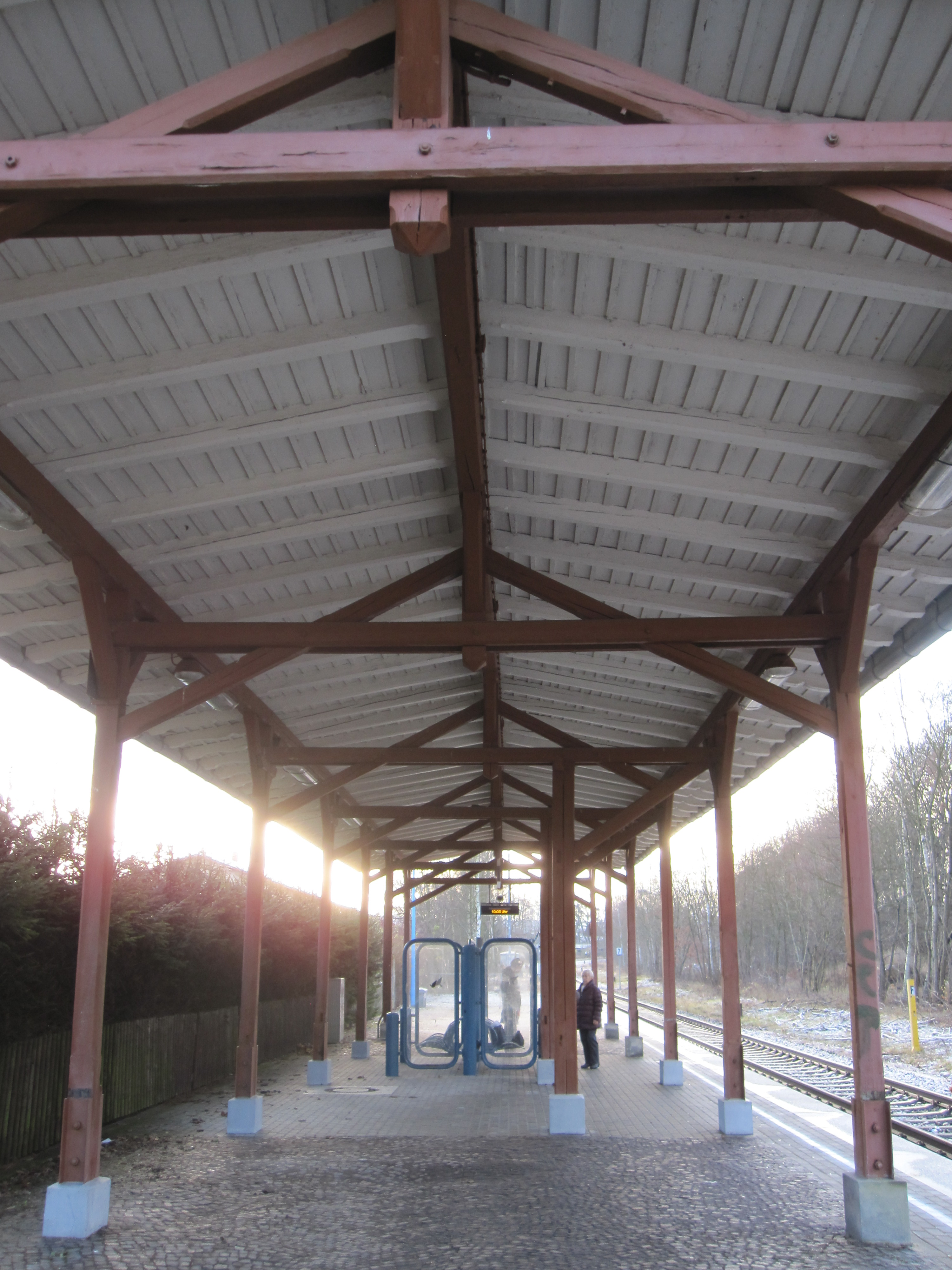
Bahnhof Rodewisch

Auerbach (Vogtl) unt Bf ⊙
Auerbach besaß bereits seit 1865 einen Bahnhof an der Bahnstrecke Herlasgrün–Oelsnitz. Die neue Station  Auerbach (Vogtl) unt Bf lag allerdings wesentlich näher am Ort und zog damit einen Großteil des Verkehrs auf sich. Daher musste die Station Ende des 19. Jahrhunderts mehrfach erweitert werden.
Bereits nach dem Zweiten Weltkrieg wurden einige Gleisanlagen entfernt, der große Rückbau erfolgte aber erst in den 1990er-Jahren. Bis auf das durchgehende Hauptgleis wurden alle Gleise abgebaut, zudem wurde im Jahr 1999 das Empfangsgebäude des nunmehrigen Haltepunkts abgerissen. An dessen Stelle entstand ein Busbahnhof.

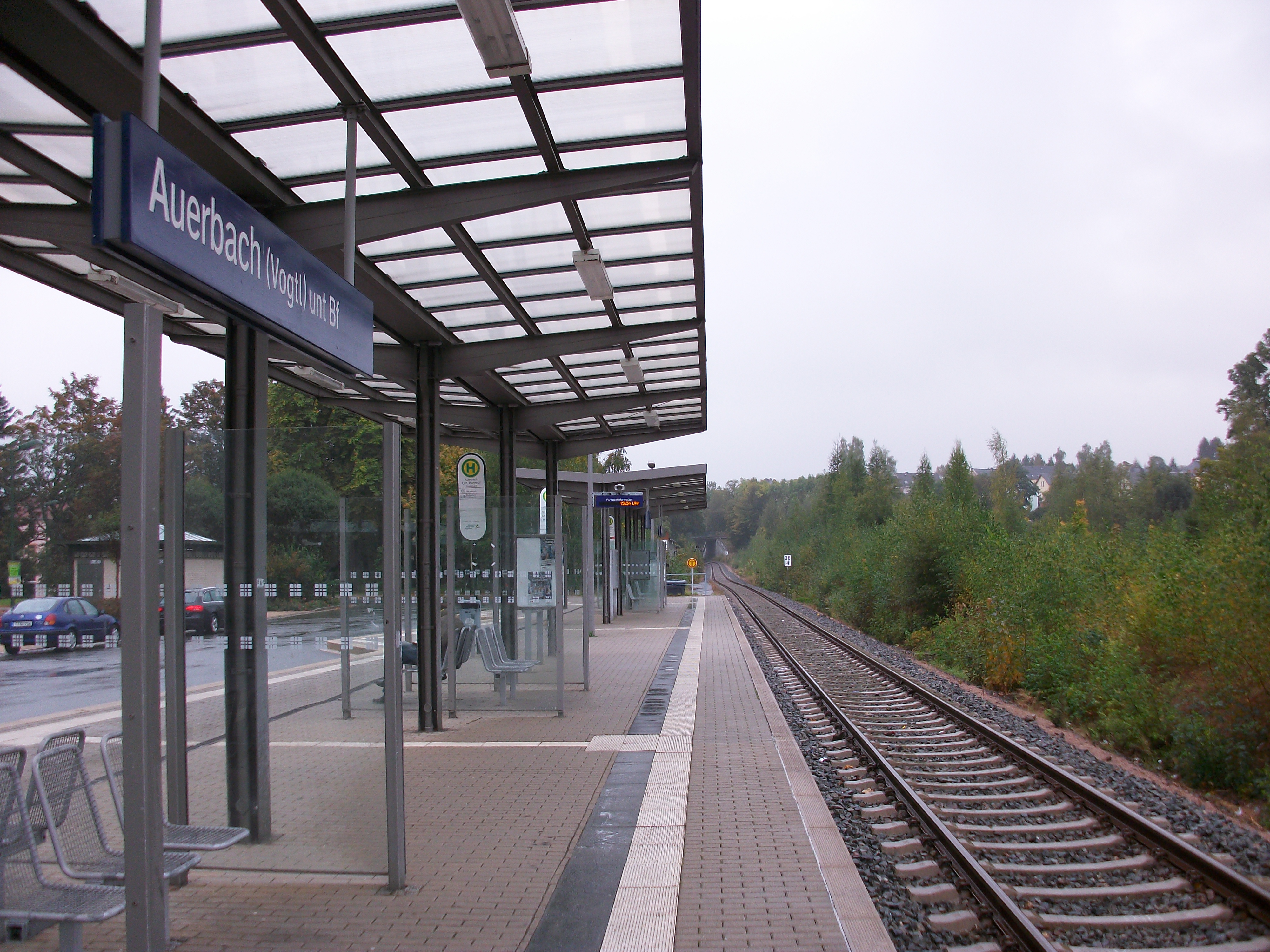
Auerbach (Vogtl) unt Bf (2016)
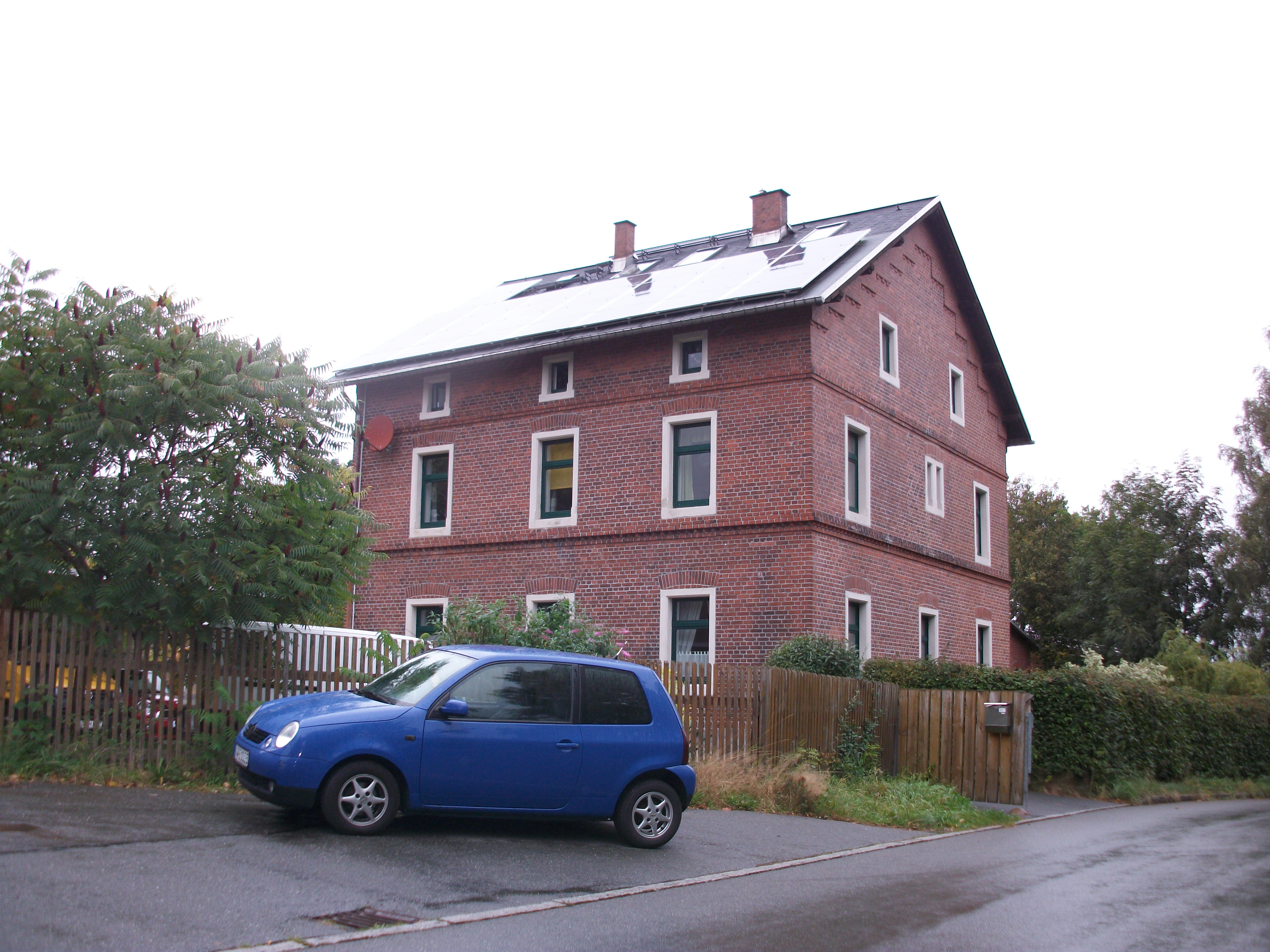
Auerbach (Vogtl) unt Bf, Bahnmeisterei (2016)

Ellefeld ⊙

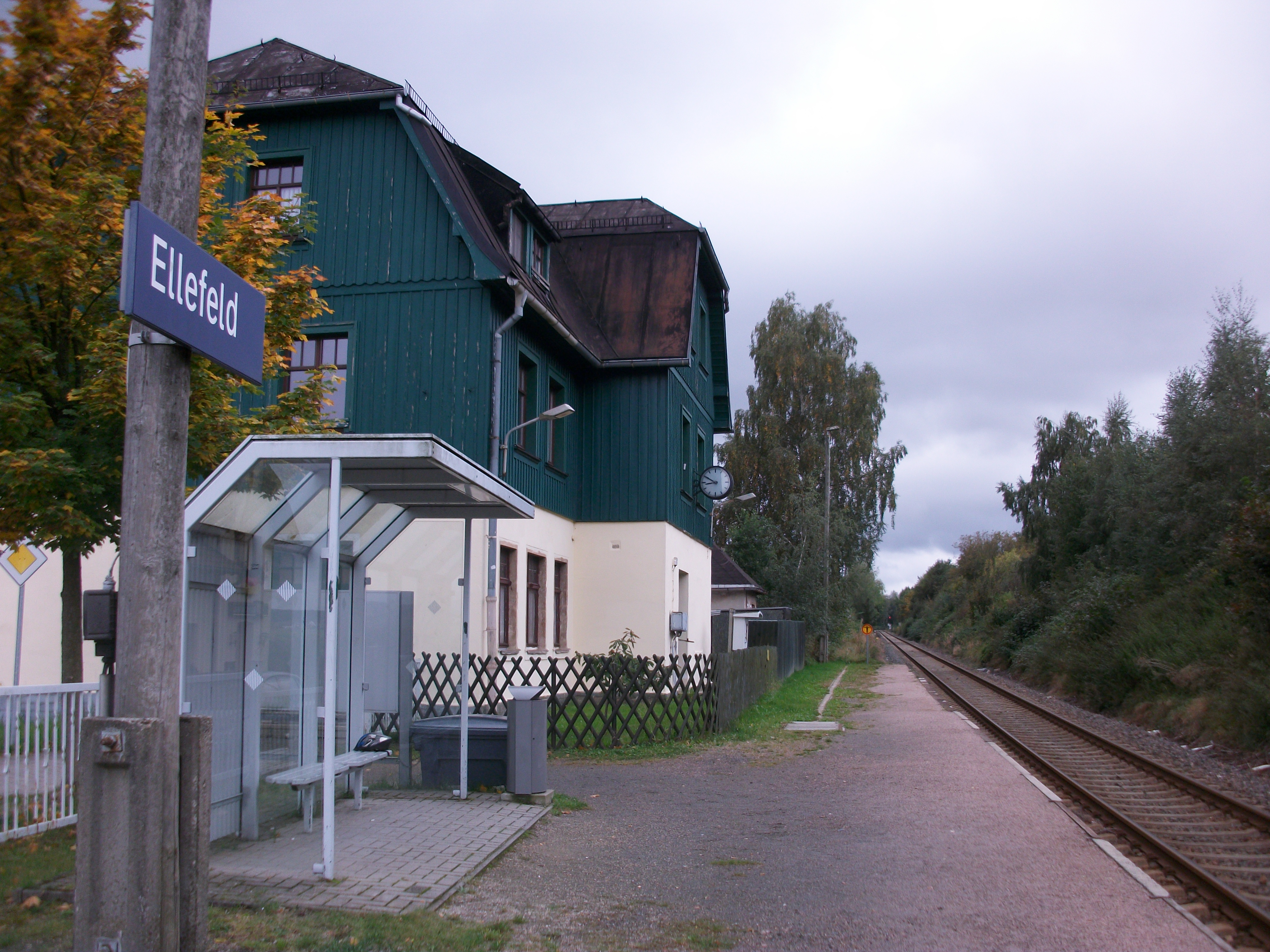
Haltepunkt Ellefeld (2016)

Der Bahnhof Ellefeld wurde 1893 eröffnet, nach dem Einbau von Ladegleisen wurde die Station 1912 zum Bahnhof erhoben. Dabei wurde auch die anfänglich vorhandene hölzerne Wartehalle durch ein Empfangsgebäude ersetzt.
Seit den 1980er-Jahren ist Ellefeld wieder ein Haltepunkt.
Falkenstein (Vogtl) ⊙

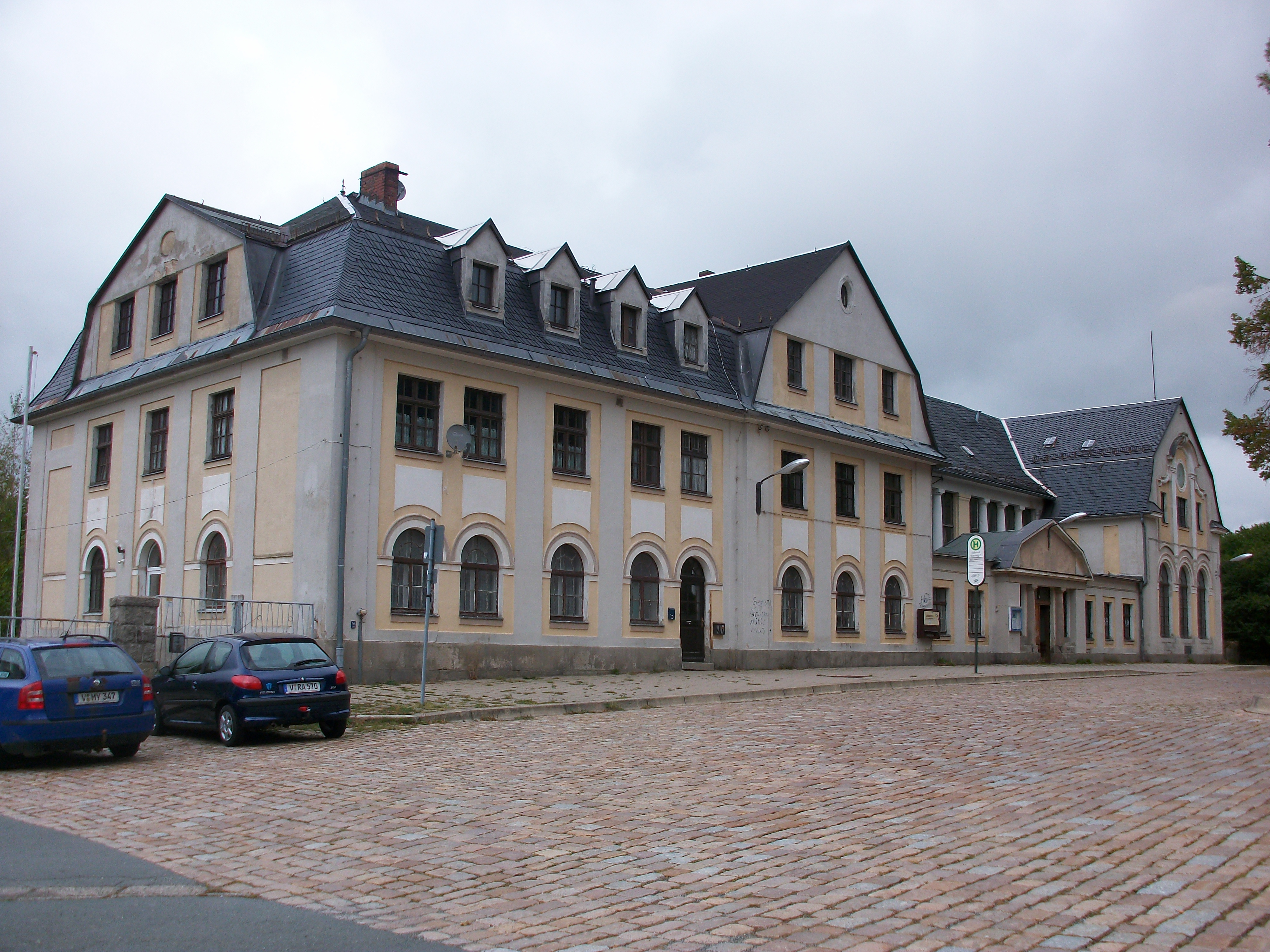
Bahnhof Falkenstein (Vogtl), Empfangsgebäude (2016)

Der Bahnhof Falkenstein (Vogtl) wurde bei der Eröffnung der Bahnstrecke Herlasgrün–Oelsnitz von Voigtländischen Staatseisenbahn 1865 nur als einfache Kreuzungs- und Wasserstation gebaut. Mit Eröffnung der Privatbahn wurde Falkenstein 1875 zum Inselbahnhof, da die ZLF ihre Bahnhofsanlagen südlich (und damit auf der anderen Seite) des bestehenden Bahnhofs baute.
1892 wurde noch die von Falkenstein ausgehende Bahnstrecke Falkenstein–Muldenberg eröffnet. Obwohl zuvor schon mehrfach erweitert, wurde der Bahnhof ab 1908 vollständig umgebaut. Dabei entstand auch das heutige Empfangsgebäude.
Ebenfalls schon beim Privatbahnbau wurde hier ein Heizhaus und Lokomotivbehandlungsanlagen errichtet. Diese Anlagen waren der Ausgangspunkt des späteren circa 20 Jahre selbstständigen Bahnbetriebswerkes Falkenstein.
Ende der 1990er-Jahre wurden die Gleisanlagen wesentlich reduziert. Heute sind im Bahnhof noch drei durchgehende Gleise vorhanden, alle restlichen Gleise enden stumpf.

## Triebfahrzeugeinsatz

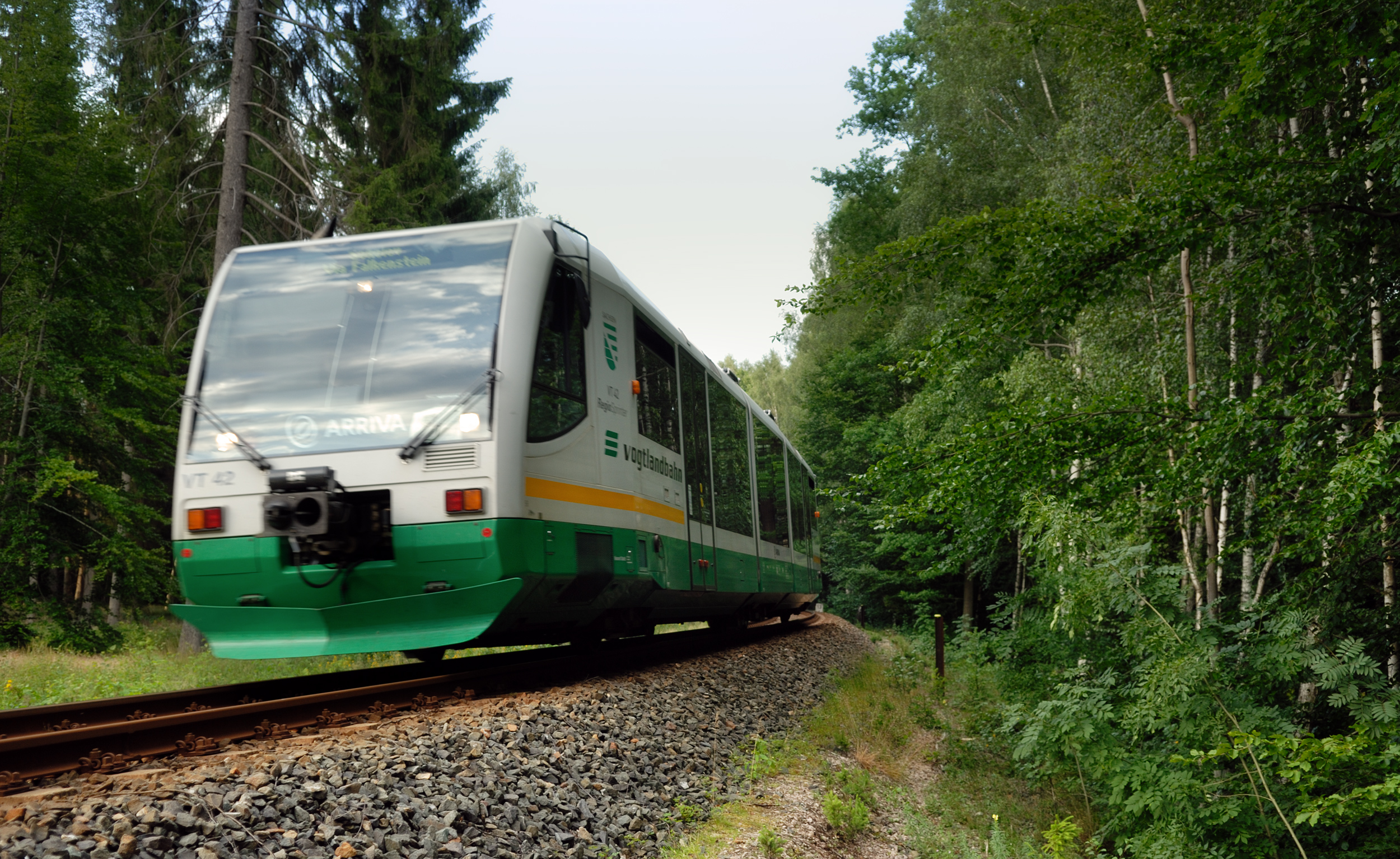
RegioSprinter der Vogtlandbahn bei Irfersgrün

Die fünf von der ZLF beschafften Maschinen gehörten zu den Gattungen VII und IIIb. Nach der Verstaatlichung kam noch die Gattung V T hinzu. Reine Güterzüge wurden seit dem Ende des 19. Jahrhunderts mit den Gattungen V (Baureihe 53.82) und V V (Baureihe 53.6–7) bespannt. Um 1900 kamen vor Personenzügen neben der Gattung IIIb vor allem die Gattung VIII V2 zum Einsatz, die Gattung VII war mittlerweile fast vollständig aus dem Zugdienst ausgeschieden. Ab den 1910er Jahren bis Ende der 1960er Jahre wurden mit der Gattung XIV HT (Baureihe 75.5) fast alle Personenzüge bespannt, einzelne Leistungen wurden in diesem Zeitraum auch von der Baureihe 38.2–3 übernommen. Die Gattungen V und V V wurden nach der Jahrhundertwende schrittweise um die Gattungen XI V, XI HV und XIII H (Baureihe 58) ergänzt. Hinzu kam auch die Gattung XI HT (Baureihe 94.19-21), mit der bis Ende der 1960er Jahre zahlreiche Güterzüge bespannt wurden. In den 1920er Jahren verschwand die Baureihe 53.82, Anfang der 1930er Jahre die Baureihe 53.6–7 von der Strecke.
Auch nach dem Zweiten Weltkrieg wurde der Lokomotivbestand von den Länderbahnbaureihen 75.5 und 94.19–21 geprägt, ergänzt um Einheitslokomotiven der Baureihe 86. Bei der Baureihe 64 und 84 blieb es dagegen bei Einzeleinsätzen. Speziell für den Wismutverkehr wurde auch die verschiedenen Varianten der Baureihe 58 eingesetzt.
Der Traktionswandel begann in den 1960er Jahren mit den Triebwagen der Baureihe VT 2.09, welche sich auf den steigungsreichen Strecken nicht bewährten und nur bis Mitte der 1970er Jahre eingesetzt wurden. Ebenfalls Ende der 1960er Jahre wurden die Dampflokomotiven schrittweise von der Baureihe V 100 (Baureihe 110) verdrängt. Den Rangierdienst übernahm fortan die Baureihe V 60 (Baureihe 106), während die Kös durch die Baureihe V 15 (Baureihe 101) und V 23 (Baureihe 102) ersetzt wurde.
Bereits Anfang der 1970er Jahre übernahm die Baureihe 110 den Großteil des Verkehrs. Vereinzelt kamen die Baureihen 180 und 132 vor Güterzügen oder Sonderzügen zum Einsatz. In den 1980er Jahren wurde die Baureihe 110 durch die leistungsstärkere Baureihe 112 ersetzt, Güterzüge wurden bis Anfang der 1980er Jahre auch noch mit Dampflokomotiven (meist mit der Baureihe 50) bespannt. Auch in den 1990er Jahren fuhren auf der Strecke nur lokbespannte Züge. Die Vogtlandbahn setzt seit der Übernahme des Personenverkehrs 1997 wieder Triebwagen (RegioSprinter und ab 2012 Stadler Regio-Shuttle RS 1) ein.